# Huechulafquen
Huechulafquen (hiszp. Lago Huechulafquen) – jezioro polodowcowe w Argentynie, w prowincji Neuquén. Położone jest ono w północnej Patagonii, na obszarze Parku Narodowego Lanín, na wysokości 875 m n.p.m., bezpośrednio u podnóży wulkanu Lanín. Przy powierzchni wynoszącej 104 km², jest jednym z największych jezior Argentyny i największym w Parku Narodowym Lanín. Jest ono zasilane głównie wodą pochodzącą z jezior Paimún i Epulafquen, a także licznymi strumieniami powstającymi w wyniku topnienia lodowców. Swój bieg rozpoczyna tu rzeka Río Chimehuin. Gatunki ryb zamieszkujących wody jeziora to m.in. okoń, pstrąg tęczowy, pstrąg źródlany. Nazwa Huechulafquen wywodzi się z języka Mapuczów i oznacza długie jezioro.